# Орден Государственного флага Албании
Орден Государственного флага (алб. Dekorata e Flamurit Kombëtar) — одна из высших гражданских наград Албании, учреждённый специальным законом № 8113 от 28 марта 1996 года для награждения албанцев или иностранных граждан «за выдающийся вклад в возвышение албанской нации и Албании».
Инициатором награждения может выступить президент, спикер парламента или премьер-министр.

## Известные кавалеры

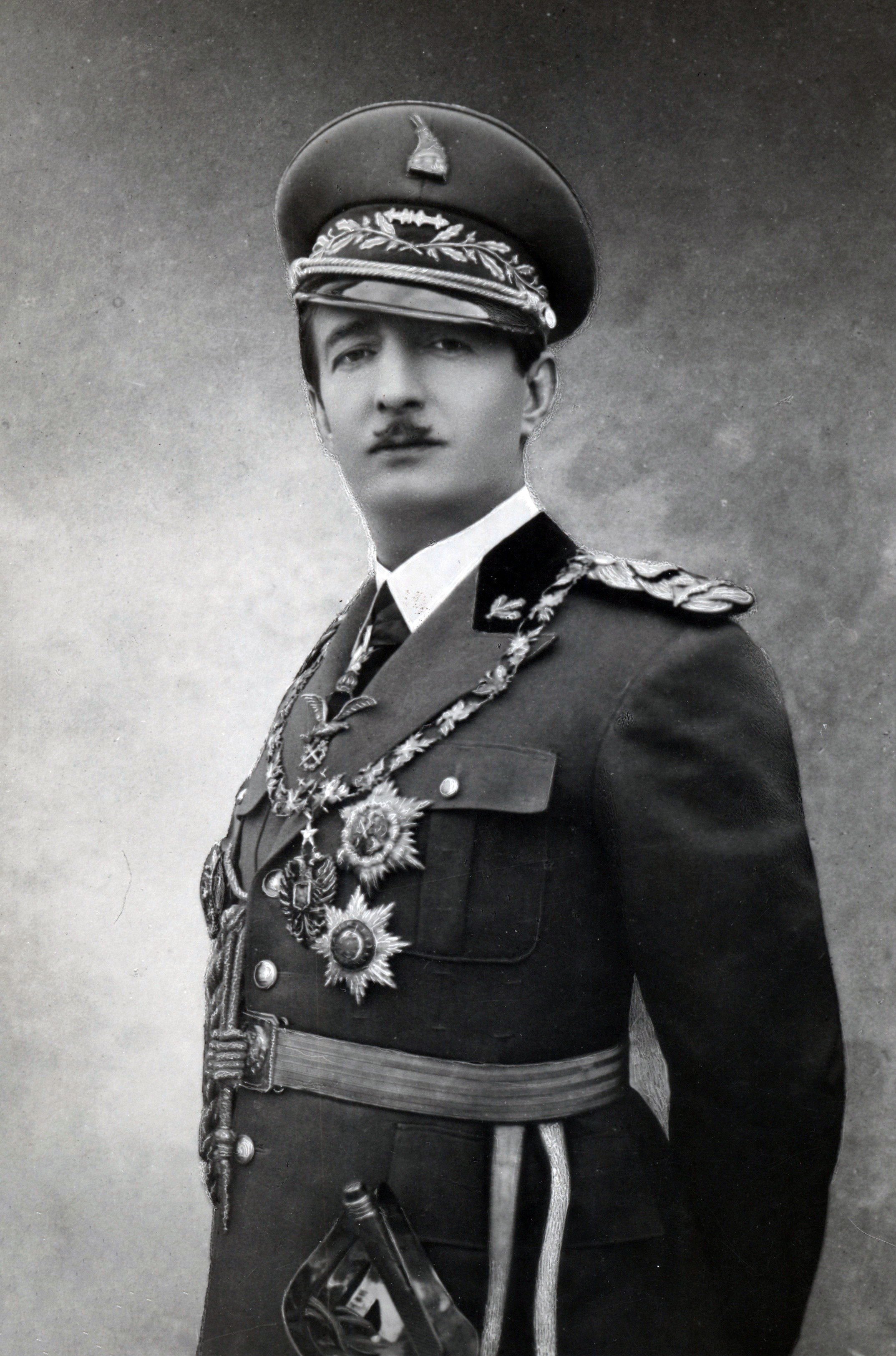
Зогу I Ахмет

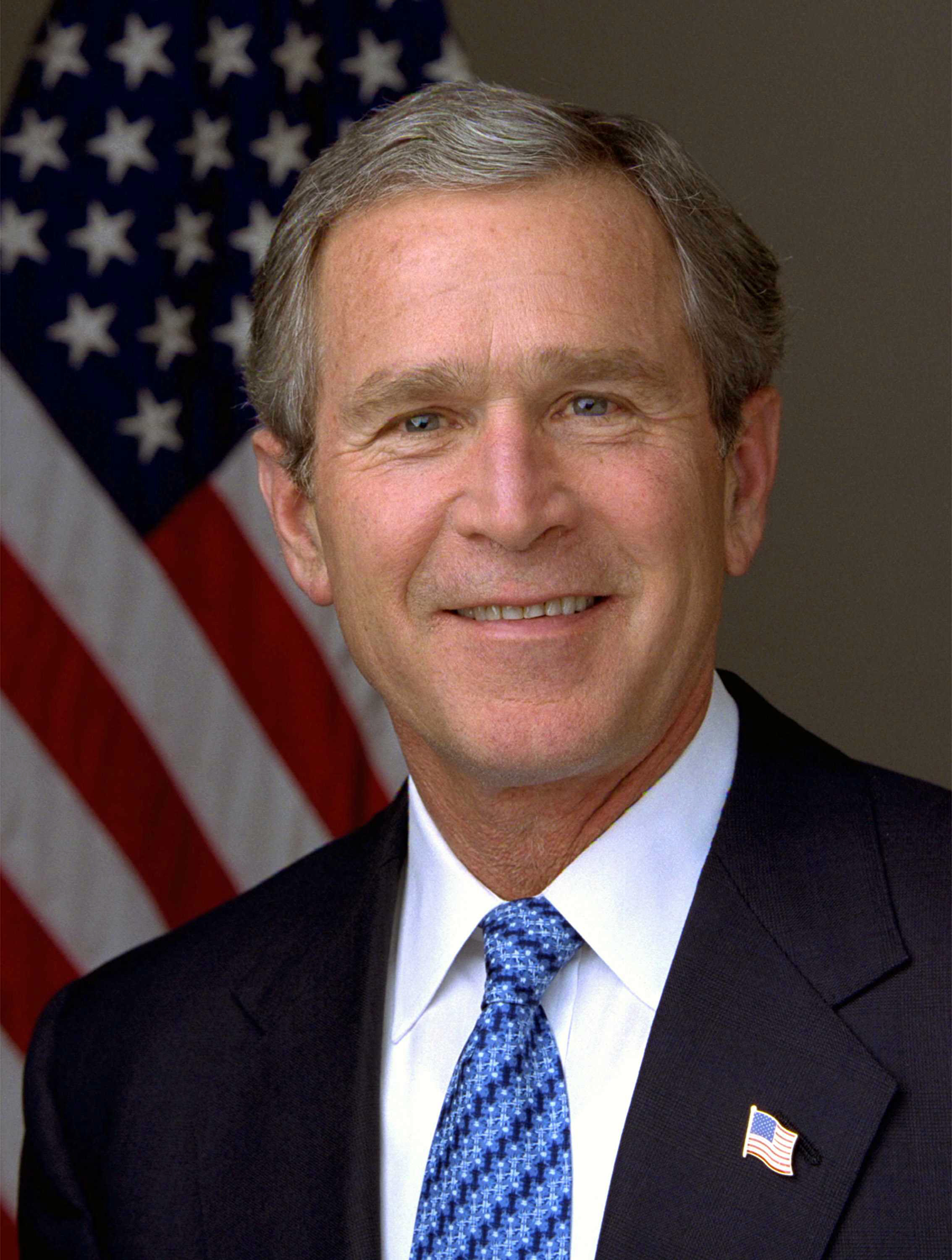
Джордж Буш младший

- 2006 —  Ибрагим Ругова;
- 2007 —  Джордж Буш младший;
- 2012:
  -  Адем Демачи[4];
  -  Хиллари Клинтон[5];
  -  Зогу I[6] (посмертно);
- 2013 —  Адем Яшари[7]   (посмертно);
- 2014 —  Хайнц Фишер[8];
- 2015:
  -  Жозе Мануэль Баррозу[9];
  -  Великий магистр Мэтью Фестинг[10];
  -  Хамад ибн Халифа Аль Тани[11];
  -  Реджеп Тайип Эрдоган[12];
  -  Сали Бериша[13];
- 2016:
  -  Исмаил Кадаре[14];
  -  Мило Джуканович[15];
  -  Мартти Ахтисаари[16];
- 2017:
  -  Боб Доул[17];
  -  Шабан Поллужа[18];
  -  Франц Йозеф Штраус[19];
- 2018 
  -  Колинда Грабар-Китарович[20];
  -  Альберт II[21];
  -  Степан Месич[22];
- 2019 —  Муджо Улькинаку[23] (посмертно).